# マックス・フェルスタッペン
マックス・エミリアン・フェルスタッペン（Max Emilian Verstappen, 1997年9月30日 - ）は、ベルギー出身のレーシングドライバー。オランダとベルギーの二重国籍を有しているが、レース活動においては主にオランダ国籍で活動している。4度のF1ワールドチャンピオン（2021年・2022年・2023年・2024年）。
父は元F1ドライバーのヨス・フェルスタッペン、母はカートレーサーのソフィー・クンペン、母方の祖父であるロバート・クンペンは、KRCヘンクの元会長であり、GT耐久レースの元ドライバーである。大叔父のポール・クンペンは元ラリードライバーで、リドレーの元共同所有者であり、 PKカースポーツの創設者である。叔父のアンソニー・クンペンはGTレースやル・マン24時間レースに出場し、NASCARユーロ・シリーズで2度のチャンピオンに輝き、現在はユーロ・シリーズのPKカースポーツのチームマネージャーを務めている。 

## 初期の経歴

### 生い立ち
マックス・フェルスタッペンはリンブルフ州ハッセルトで生まれ、同州マーサイクで育った。両親は幼い頃に離婚し、マックスは父親と暮らした。妹のビクトリアは母親と暮らしていた。マックスには父親の子である3人の異母兄弟がおり、1人はヨスの再婚相手との妹で、もう1人はヨスの前の結婚相手との兄と妹である。フェルスタッペンは当初マーサイクの中学校に通っていたが、その後家庭教師に転向した。当時は父親と一緒にヨーロッパ中のレースを見るために授業を早退したり、意図的に登校しなかったこともあるという。

### レーシング・カート
4歳の時にカートレースを始め、オランダとベルギーを中心に活動を開始する。2006年から2008年にはベルギー、2007年にオランダのRotax Max Challenge MiniMAXクラスのチャンピオンシップを制した。また2008年はベルギーのCadetクラスも制している。2009年はFlemishのMiniMAXクラスと、ベルギーのKF5クラスでチャンピオンを獲得した。
2010年からはレーシングカートメーカーCRGのファクトリーチームからKF3の世界選手権とヨーロッパ選手権に出場し、両選手権でチャンピオンとなる。2011年もKF3ヨーロッパ選手権でチャンピオン獲得。
2012年はIntrepidに移籍。KF2のマスターシリーズでチャンピオンとなる。その後、CRGに復帰。2013年はKF2のヨーロッパチャンピオン、KZの世界選手権とヨーロッパ選手権でチャンピオン、KZ2のマスターシリーズチャンピオン、KZ1のヨーロッパチャンピオンを獲得した。

### 4輪レースに移行
2013年のシーズン後、フォーミュラ・ルノー2.0とF3でのテストを実施。その後、2014年の1月から2月にかけて行われたフロリダ・ウィンター・シリーズでデビューを果たす。このシリーズはポイント制度が無いが、12戦中2勝を挙げ実質シリーズ3位の成績を残す。

### F3

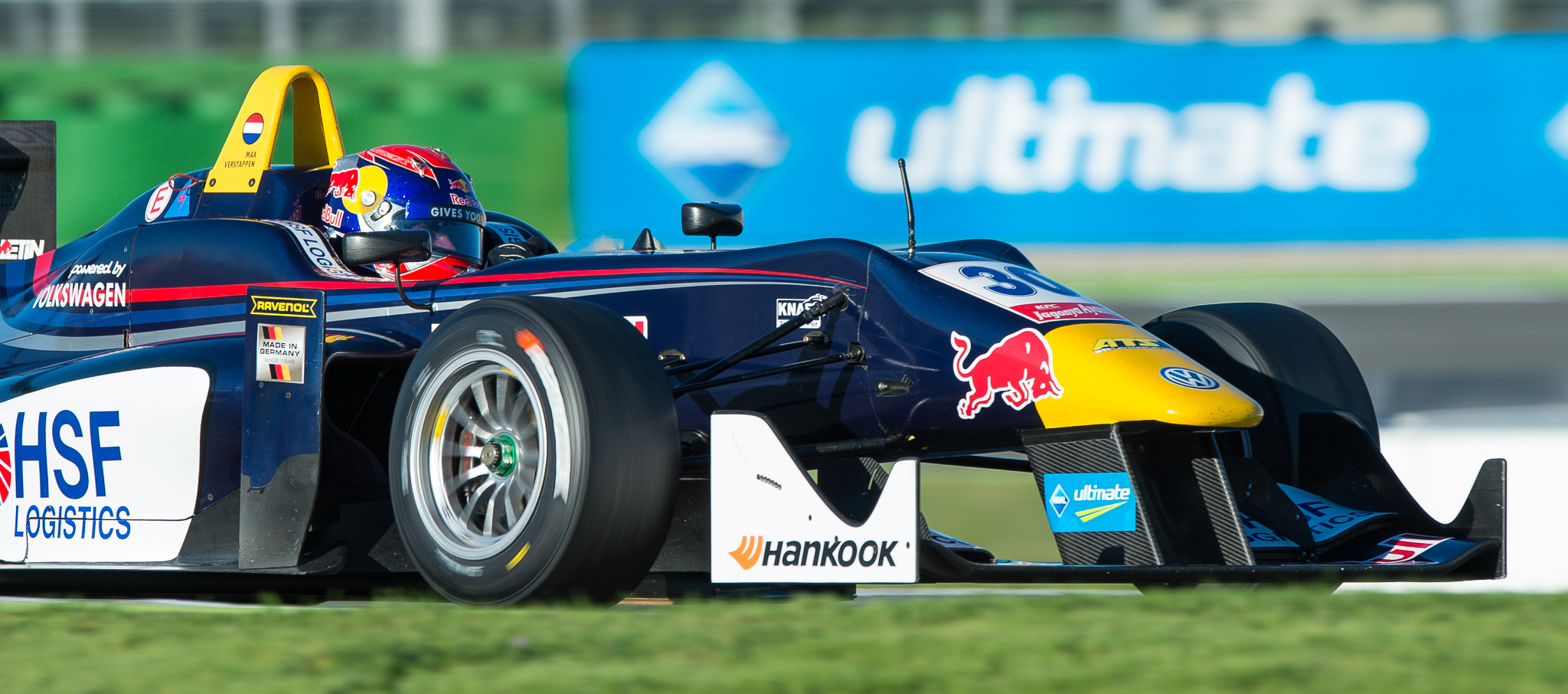
2014ヨーロッパF3（ホッケンハイムリンク）

本格的な4輪レースデビューは2014年のヨーロッパF3選手権となった。6連勝を含めてこの年最も多い10勝を上げたものの、シリーズ3位となる。F3最高峰レースの一つ、マスターズF3ではポールポジションを獲得し、後続に10秒近い差を付けて優勝する。
シーズン後にはマカオGPにも参戦。予選は3位となったものの練習走行でペナルティを受けたため、予選レースは5番手からスタートとなった。予選レースはスタート後2位に上がったもののクラッシュしてリタイア。決勝レースは24番グリッドからスタートし、追い上げて7位でチェッカーを受け、レース中のファステストラップを記録した。

## F1の経歴

### トロ・ロッソ時代

#### 2014年
メルセデスとレッドブルから育成ドライバーとして誘われていたが、ヨーロッパF3参戦中の2014年8月にレッドブル・ジュニアチームの一員となった。その発表から間もなく、トロ・ロッソのレギュラードライバーとして2015年にF1デビューすることが決定した。プライベートテストで300km以上を走りスーパーライセンスを獲得後、日本GPでフリー走行1回目に出場し、初のグランプリウィークでの走行を行った。
それまでも10代でF1デビューしたドライバーは存在しており、2001年デビューの当時19歳のフェルナンド・アロンソ、レッドブルの若手育成チームであるトロ・ロッソではハイメ・アルグエルスアリとダニール・クビアトが19歳でF1デビューしているが、彼らは欧州の法規上成人である。しかし、フェルスタッペンはデビュー発表時点で未成年の16歳で、公道の走行に必要な運転免許証が取得できないばかりか、北半球圏で馴染みのある表彰台でのシャンパンファイトにすら参加できなかった。フォーミュラカー経験は実質1年という異例の抜擢であり、最高峰カテゴリにおける若さや経験不足を懸念する意見もあった。実際、母国オランダのロッテルダム市街地でF1デビューを祝うイベントとしてデモンストレーション走行を行った際、バリアにフロントから突っ込むというクラッシュを起こしたり、F1へのフル参戦に関して批判するコメントも少なくなかった。ただし、下位カテゴリーの経験不足からの批判はキミ・ライコネンがデビューした2001年の時にも起きていた。
後年、この出来事が語られており、メルセデスも評価はしていたものの下位カテゴリーで経験を積んだうえで起用したい方向性だったのに対し、レッドブルの幹部ヘルムート・マルコはフェルスタッペンの加入を実現させるにはF1デビュー（トロロッソからのデビュー）を確約させることしかないと考え、その案を提示。これについては父であるヨスは驚がくしたものの、レッドブルの案を選択し、彼らと契約したと回顧している。
2016年以降、国際自動車連盟 (FIA) はスーパーライセンスの発給要件について、年齢の下限が「18歳以上であること」「自動車の運転免許証を取得していること」「最低2年の下位フォーミュラを経験していること」などを追加したため、フェルスタッペンが満18歳となるまでに記録した「最年少記録」は発給要件が変更されない限り、更新されることはない。

#### 2015年

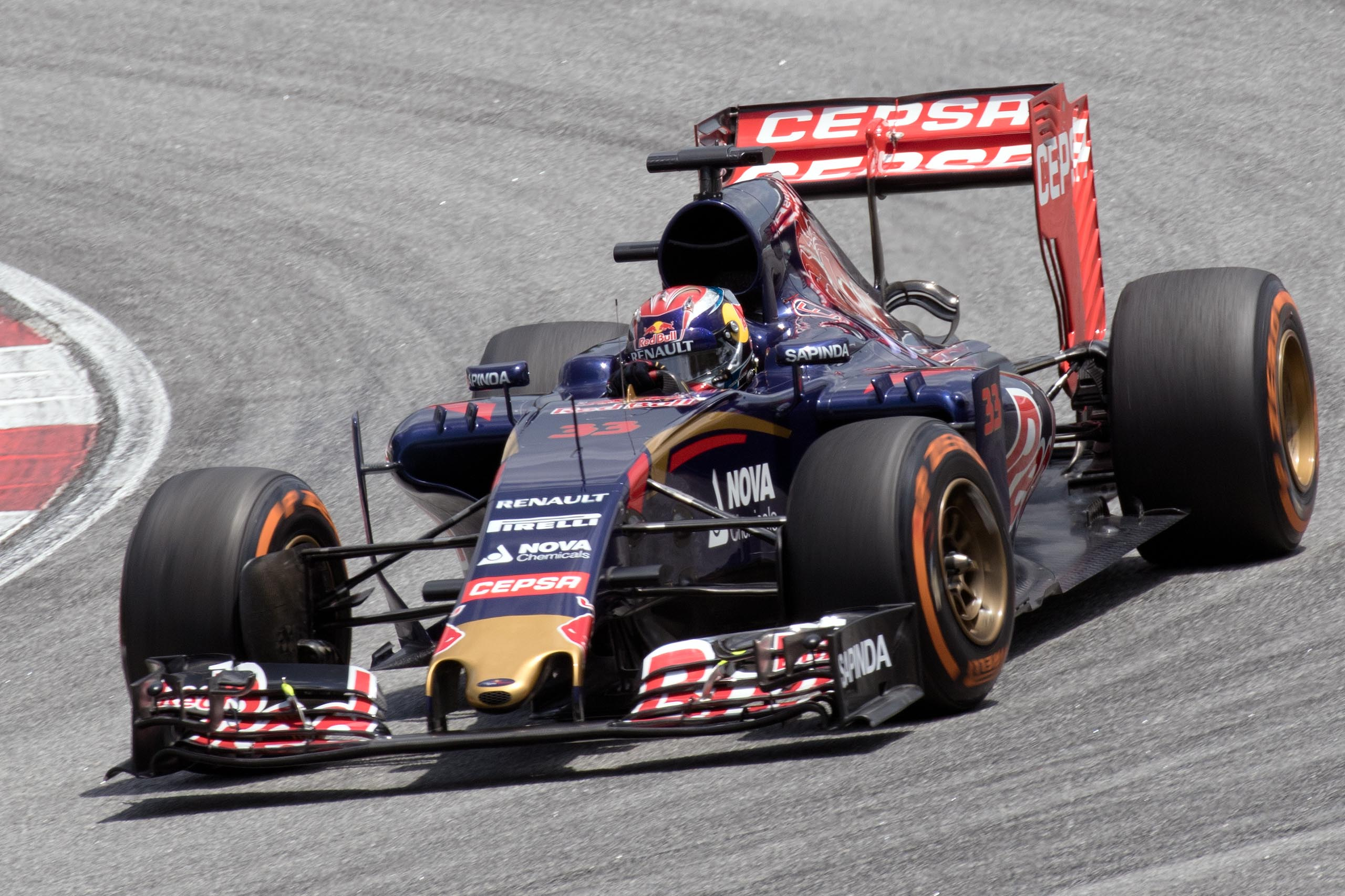
史上最年少で入賞した2015年マレーシアGP

トロ・ロッソのチームメイトは同じく2世ドライバーである20歳のカルロス・サインツJr.。固定カーナンバーにはカート時代の「33」を選択した。
デビュー戦のオーストラリアGPでは最年少出走記録（17歳165日）、第2戦マレーシアGPでは7位完走で最年少入賞（17歳180日）を記録した。
シーズンの最高成績はハンガリーGPとアメリカGPで4位を獲得。結果、6連続を含む10度の入賞で49ポイントを獲得し、当時のトロ・ロッソの歴史上、最も多くの年間ポイントを稼いだドライバーとなった(2022年現在はピエール・ガスリーがこの記録を更新)。また、ベルギーGPでは7速全開コーナーのブランシモンでフェリペ・ナッセ（ザウバー）をアウト側からオーバーテイク。ブラジルGPでもエス・ド・セナでセルジオ・ペレス（フォース・インディア）をアウト側から攻略するレースを見せ、シーズン中のレースでの走りから、フェルスタッペンの活躍を認めるコメントも出るようになっていた。
一方、モナコGPでのロマン・グロージャン（ロータス）とのバトル中に追突し、ペナルティポイントの対象になったことを筆頭に、年間でペナルティポイントの対象になる行為を4件起こし計8ポイントの加算処分を受けてしまい、2016年序盤は出場停止に注意しなければならなくなった。ただし、事故を起こしたことによるペナルティは、モナコGPだけである（ただし、モナコの件についてはグロージャン側に過失はなかったと認定されているものの、フェルスタッペン側がすべての責任を負うのは正しいのかと疑問視したコメントもある）。
年末のFIA表彰式では「ルーキー・オブ・ザ・イヤー」「アクション・オブ・ザ・イヤー」「パーソナリティ・オブ・ザ・イヤー」を受賞した。

### 2016年
引き続きトロ・ロッソより参戦。開幕戦オーストラリアGPでは予選5番手を獲得。しかし、レース中盤のピットストップでチームメイトのサインツの後ろに後退。前を行くサインツが順位を譲ってくれなかったことにいら立ち、オーバーテイクを仕掛けて追突。10位で1ポイントを獲得したものの、チームに対して激しく不満を漏らしたが、この件については後にチームへ謝罪した)。
第4戦ロシアGP後、ダニール・クビアトとのシート交換という形でレッドブルへ移籍することが決定した。突然の交代の理由は「クビアトのプレッシャーを取り除くため」と説明されたが、「トロ・ロッソ内部の騒ぎを解消するため」「フェルスタッペンがライバルチームに引き抜かれることを防いだ」という内情も明かされた。

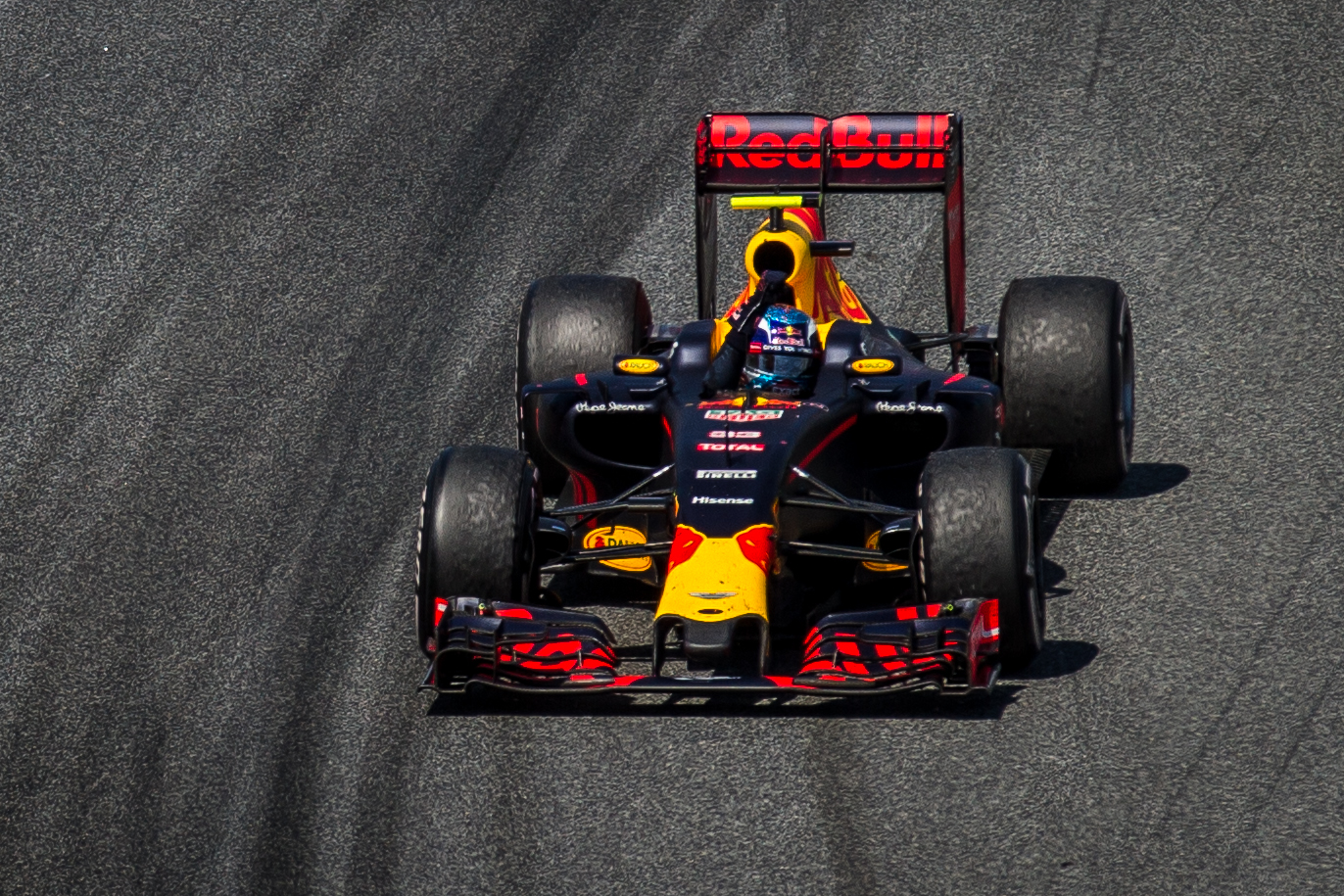
史上最年少優勝を果たした2016年スペインGP

レッドブル移籍後の初戦となった第5戦スペインGPでは4番グリッドからスタート、メルセデス勢の同士討ちで2位に浮上。その後2ストップ作戦で首位に躍り出ると、フェラーリのキミ・ライコネンの激しい追い上げを凌ぎF1初優勝を達成した。セバスチャン・ベッテルの最年少優勝記録（21歳73日）を18歳227日に大きく塗り替え、オランダ人ドライバーとしても初優勝を果たし、ニキ・ラウダ、アラン・プロストら偉大な先輩たちからも称賛された。
マレーシアGPでは終始トップ争いに絡み、バーチャル・セーフティカー（VSC）のタイミングが悪かったものの、2位表彰台を獲得してチームの2013年ブラジルGP以来となるワンツーフィニッシュに貢献した。日本GPでも終盤ルイス・ハミルトンからの追い上げを凌ぎ2位を獲得している。雨のレースとなったブラジルGPでは、タイヤ選択ミスによりピットストップした事から、残り15周の時点で12位にまで順位を落としたものの、怒涛の追い上げを見せ3位フィニッシュを果たした。これには称賛の声が相次ぎ、雨のドライブでも鮮烈な印象を残した。最終的にランキング5位となった。
この年から導入されたドライバー・オブ・ザ・デイ制度にて、8度選出され、同年最多の選出者となった。また、この年のオーバーテイクは78回を数え、統計を開始した1983年以来、最多記録となった。また終盤5戦はリタイアとなったアメリカGPを除いた全戦でチームメイトのダニエル・リカルドの前でフィニッシュしている（ただしメキシコGPはペナルティによりリカルドより後ろの順位になっている）。1月、オーストリアのスキーコースで雪上デモ走行を行った際にドライバーを務めた。

### レッドブル時代

#### 2017年
そのままレッドブルに起用され、今季は同チームでのフル参戦1年目となった。略称がこれまでの「VES」から「VER」に変更された。これは本来、略称は名字の最初の3文字が使用されるが、参戦当初はジャン＝エリック・ベルニュが「VER」をこの段階で既に使用しており、混同を避けるためマックスは「VERSTAPPEN」の「R」の次に来る「S」を使用した「VES」を使っていたためである。ベルニュのカーナンバー所有権が喪失したことで、マックスが「VER」を使えるようになった。

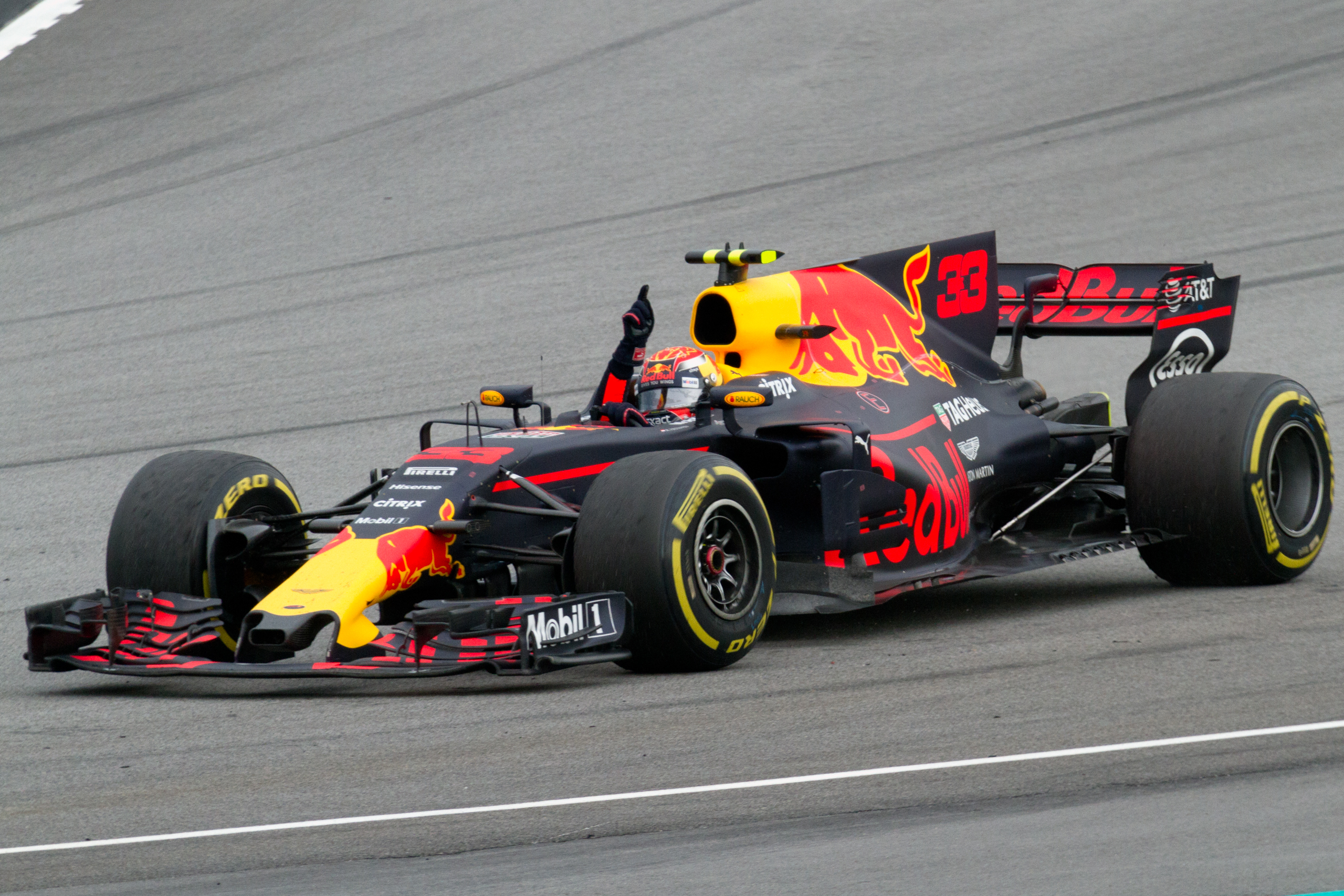
シーズン初優勝を果たした2017年マレーシアGP

第2戦中国GPではエンジンのミスファイアにより16位スタートとなるが、雨のレースとなった決勝ではオープニングラップで一気に9台をかわして7位に浮上するドライビングを見せ、最終的に3位表彰台を獲得した。それ以降のレースではマシントラブルや他車との接触でのリタイヤなどにより完走出来ないレースが多く、完走しても表彰台に届かないレースが続いた。マレーシアGPではレース序盤にハミルトンをパスしてそのまま独走でシーズン初優勝を飾ると、続く日本GPでも優勝したハミルトンを最後まで追い回して2位表彰台を獲得。アメリカGPでは予選16番手スタートから3位でフィニッシュしたが、最終ラップにライコネンを抜いた際に、4輪ともにコース外に出ていたとしてペナルティを受けて4位に終わった。メキシコGPでは予選2番手から、スタートでトップに躍り出るとそのまま2位に大差をつけてシーズン2勝目をあげた。
前述のようなマシントラブルや他車との不運な接触によって7度もリタイヤを喫したため、前年を下回るランキング6位でシーズンを終えたが、シーズンの予選・決勝成績ともにチームメイトのリカルドに勝ち越した。

#### 2018年

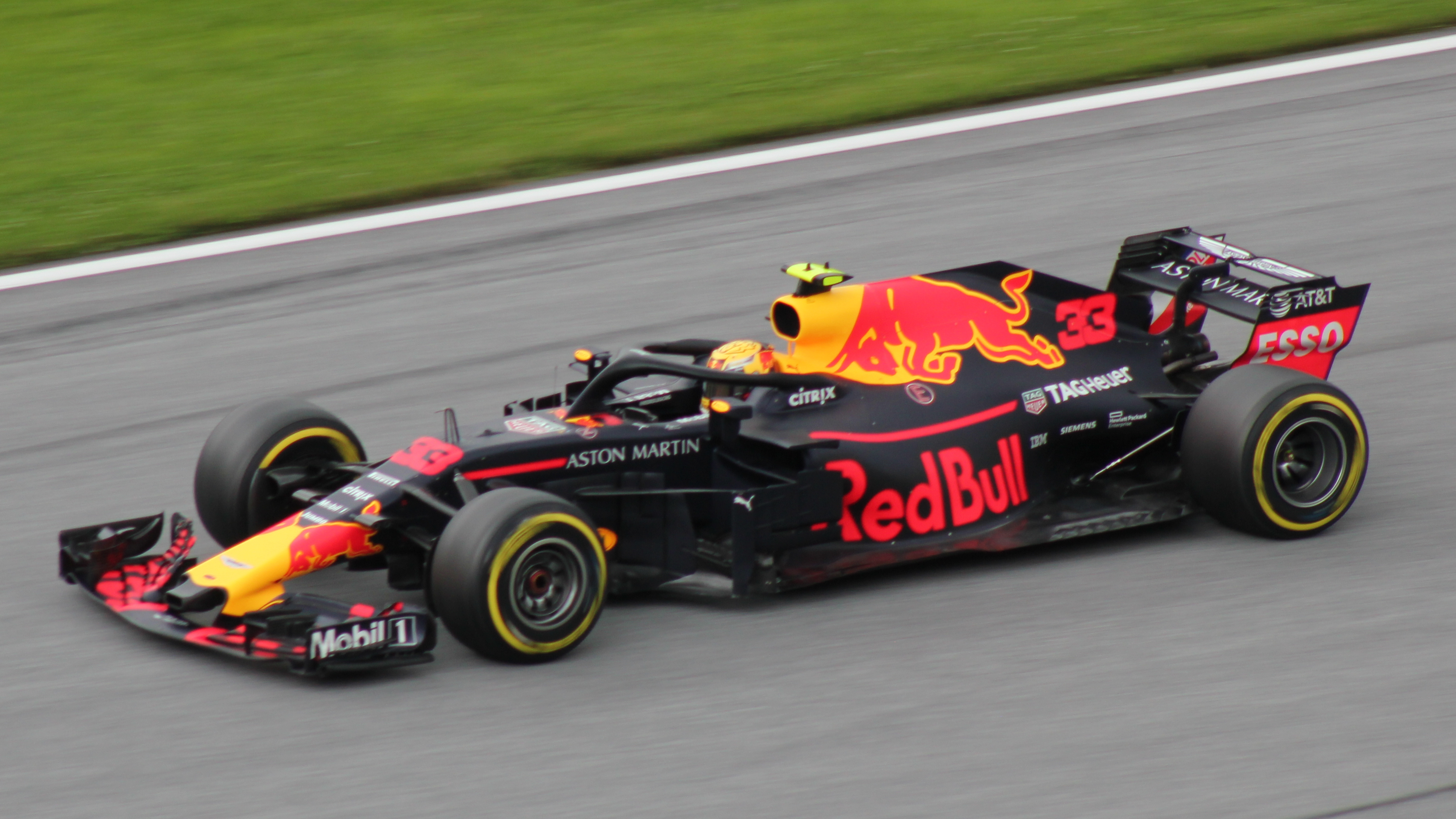
2018年オーストリアGP

引き続きレッドブルから参戦。シーズン開幕前から期待されていた一人だが、開幕戦オーストラリアGPではスピンを喫した上に、VSCのタイミングが悪く6位に終わった。バーレーンGPでは予選でクラッシュし、決勝レースもハミルトンと接触してリタイヤに終わった。中国GPではセバスチャン・ベッテルと接触して5位、アゼルバイジャンGPではリカルドのオーバーテイクを数度も阻止する危険な運転で、最終的にはダブルリタイアを発生させる同士討ちを演じる。開幕から6レースをいずれもトラブルフリーとはいかない形で終え、チーム代表のクリスチャン・ホーナーは「大部分のドライバーが下位シリーズでミスを犯してきたし、誰もそれには注意を払わなかった。だから、マックスは違う。私は彼が成功すると確信している」と断りつつ「マックスが非常に早い時期にF1に来たことは秘密ではない。彼は最高のクルマの一台で全体の世界を見る前に非常に素早く学ばなければならなかった」ともコメントしている。
ただ、メキシコGP後に本人も「気負い過ぎていた」と回顧したように、モナコGPでのFP3でのクラッシュ後は落ち着いた走りを見せるようになり、カナダGPでシーズン2度目の表彰台を獲得すると、オーストリアGPでシーズン初優勝を果たした。一方で同GPの予選でチームオーダーの方針とフェルスタッペンの意思が食い違うアクシデントも発覚。また、アゼルバイジャンGPでの一件をめぐってのチームの姿勢にリカルドの不信感を招き、このシーズン限りでリカルドがレッドブルを離脱する遠因ともなった。
シーズン後半は、ベルギーGPでは3位表彰台を獲得。イタリアGPではバルテリ・ボッタスとの攻防の際の接触でペナルティを受けて5位に終わったが、シンガポールGPで2位表彰台を獲得。メキシコGPでシーズン2勝目を飾った。続くブラジルGPでもフェラーリ勢とメルセデス勢の4台をコース上で交わしてトップを快走するが、周回遅れとなったエステバン・オコンがラップリーダーのフェルスタッペンを抜いて周回遅れを解消する形でオーバーテイクしてきたことが原因で両者接触してしまい、自身は優勝を逃してしまった。この結果に怒りの収まらないフェルスタッペンは、チェッカーフラッグ後のラップで長いピー音が入った放送禁止用語を使い、体重測定の場でオコンと言い合いになり、胸を小突く行為を行った。この行動についてはスポーツマンシップに反するとして「二日間の社会奉仕」ペナルティが課せられた。ただ、この件についてはフェルスタッペンへ同情する声もあり、1997年王者のジャック・ヴィルヌーヴは「（あの状況で）殴らなかった彼は、すごく自制していた」とコメント、クリスチャン・ホーナーも「どんな形であれ、暴力が許されないが、時には感情が昂り、沸騰してしまうこともある」とフェルスタッペンの立場に一定の理解を示した。
シーズン序盤は自身のミスによりポイントを取りこぼすレースが目立ったが、サマーブレイク後はチャンピオンを獲得したハミルトンに次ぐポイント数を獲得。最終的には昨年のポイントから81も上昇し、ドライバーズランキングは4位でシーズンを終えた。

#### 2019年

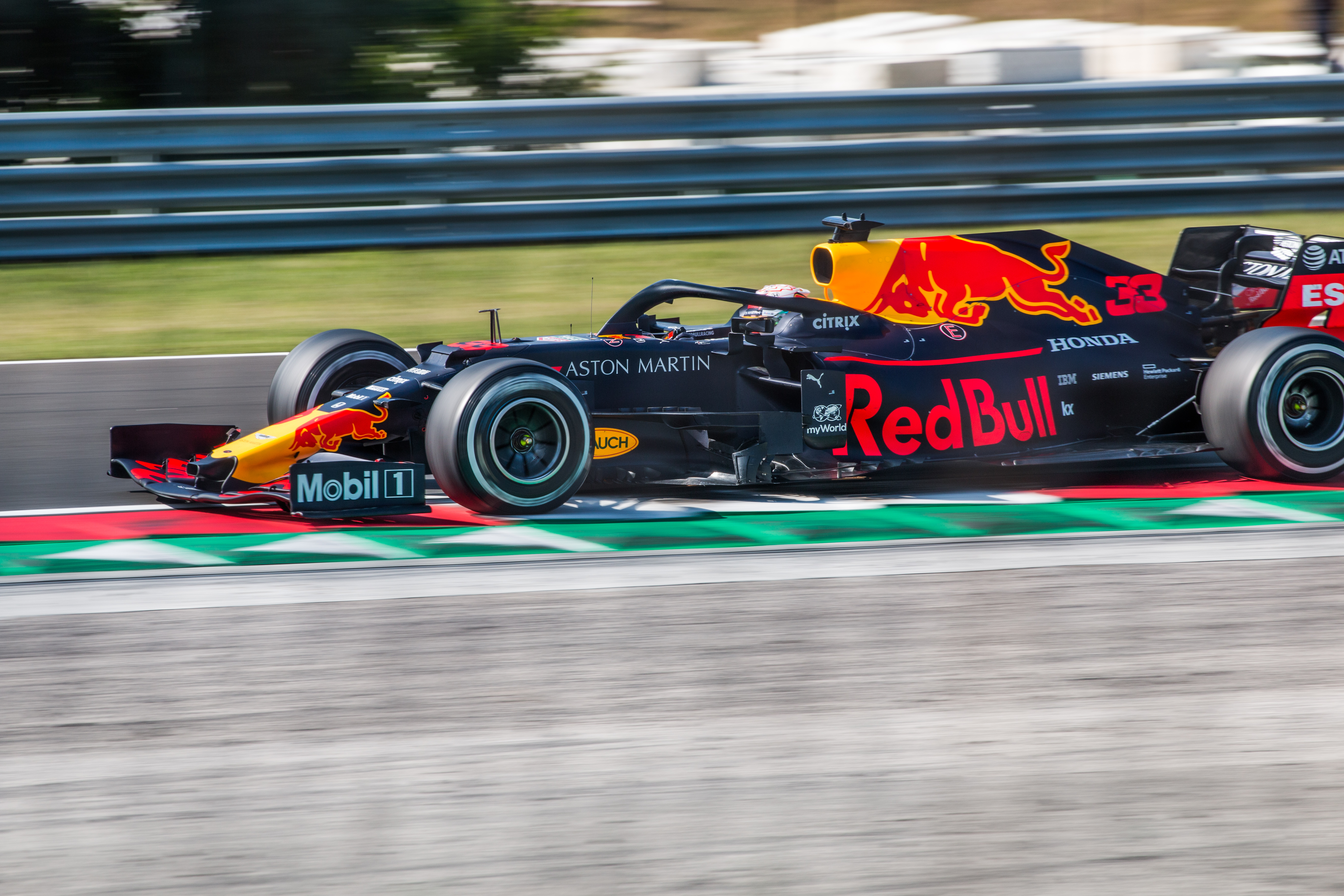
自身初のポールポジションを獲得した2019年ハンガリーGP

引き続きレッドブルから参戦。昨年までのチームメイトであったリカルドがチームを去り、チームメイトはトロ・ロッソから昇格したピエール・ガスリーとなる。この年からホンダ製PUとなったが、プレシーズンテストを順調にこなした。
開幕戦でベッテルをオーバーテイクして3位。メルセデス勢には敵わなかったものの、ホンダに11年ぶりの表彰台をもたらし、第5戦スペインGPでも同じ3位表彰台に立った。第6戦モナコGPではルイス・ハミルトンを最後まで追い詰めながらも2位フィニッシュとなったが、ピットレーンでバルテリ・ボッタスと接触した責を問われ、5秒のタイムペナルティとペナルティポイント2点の加算処分を受け4位降格となった。第9戦オーストリアGPでは、ハミルトンのペナルティにより予選2位を獲得。スタート時はエンジンを守るプログラムのアンチストールが誤作動し出遅れ、一時は8位までポジションを落とすも、大逆転劇を見せ今シーズン初優勝。2015年ホンダ再参入後初の優勝、そしてレッドブルホームグランプリ2連覇と記録づくめの勝利を飾った。
また、第11戦ドイツGPでもスタートミスがあったにもかかわらず、天候に左右された大乱戦のレースを制し2勝目。第12戦ハンガリーGPでは自身初のポールポジション(PP)を獲得。決勝ではハミルトンに敗れ2位に終わった。
シーズン後半戦となる第13戦ベルギーGPでは、オープニングラップのターン1で無理にライコネンのインに飛び込み接触し、それによりマシンのコントロールを失いアウト側の壁に突き刺さってリタイア。前年のベルギーGPからスタートした記録が今年のベルギーGPでストップする形となった。ここから自身の精彩を欠いたことやマシンのセットアップの不発により不調気味となった。第14戦イタリアGPでも、オープニングラップの接触により表彰台獲得のチャンスを逃し、第17戦日本GPではフェラーリのシャルル・ルクレールが原因の接触によりリタイアでレースを終えた。また、第18戦メキシコGPでは予選でPP獲得と気を吐いたが黄旗無視が原因で失った。
そんななか、第20戦ブラジルGPでは快走。予選Q1とQ2をトップ通過し、その勢いのままQ3の最初のアタックで暫定PPのタイムを記録。2回目のアタックでそのタイムを更新し、キャリア2度目のPP獲得となった。そして決勝もタイヤ戦略やコース上のバトルも制し、自身初となるポールトゥーウィンを達成した。最終戦アブダビGPでは、2位表彰台を獲得してドライバーズランキング3位を自力で確定。この年は、いずれもキャリアハイとなるシーズン3勝を挙げ、278ポイントを獲得してドライバーズランキング3位でシーズンを終えた。

#### 2020年

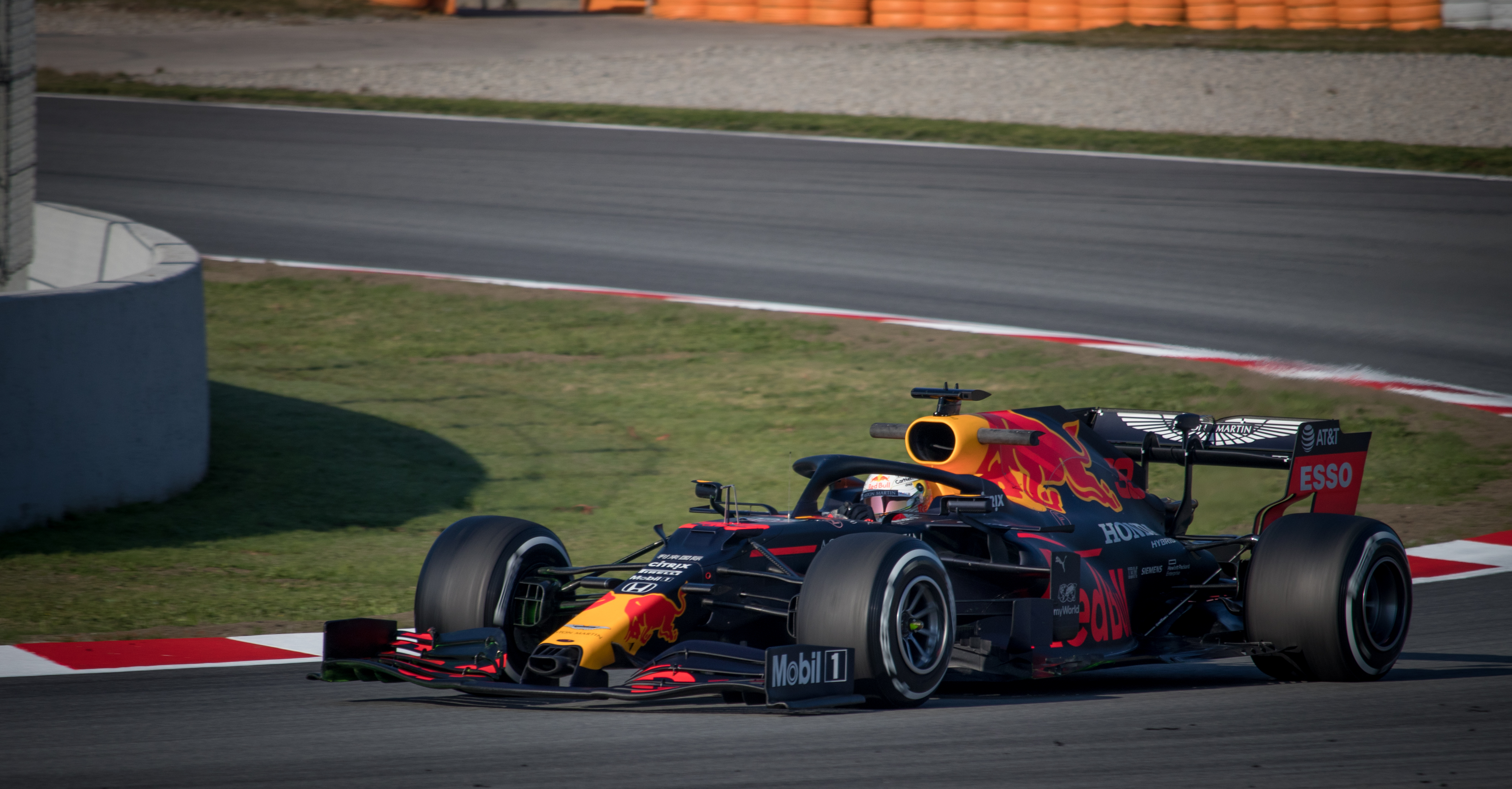
2020年プレシーズンテスト

引き続きレッドブルから参戦。チームメイトは前年途中交代でトロ・ロッソから昇格したアレクサンダー・アルボン。
当初、多くのチームで2020年で契約が満了となるドライバーが多かったため、移籍が連鎖的に起こるのではという噂が絶えず、フェルスタッペンもシーズンの結果次第では移籍するのではと見られていた。実際、タイトル獲得のためという前置きをしつつも序盤戦の成績が重要とコメントし、成績次第では移籍の可能性があることを示唆した。ところが、2020年1月7日付でレッドブル側からフェルスタッペンとの契約を2023年まで延長したことが発表され、開幕前に契約延長したことが周囲を驚かせた。ただし、噂にもあったように2月の取材で契約解除条項が盛り込まれている契約であることが明かされており、以前から噂となっているフェルスタッペンのメルセデス移籍の可能性が取り沙汰されている。
2019新型コロナウイルスの世界的流行の影響により、レースの中止や延期が相次いだが、変則的なシーズンで開幕することが決定。開幕がオーストリアGPの開催地レッドブル・リンクの2連戦となり、自身の4連覇への期待がかかった。しかし、予選では2戦連続で2番手を獲得したものの開幕戦はPUの電気系トラブルでリタイア。第2戦も決勝は伸び悩み、3位を守ることで精いっぱいとなった。第3戦のハンガリーGPで反撃を狙ったが、マシンのナーバスさに手を焼き苦戦。決勝ではレコノサンスラップでクラッシュし左フロントサスペンションを破損。修復のためピットに入ろうとしたフェルスタッペンに対してチームからそのまま予選で決まった7番手グリッドに車を停めるよう指示が飛び、急遽グリッド上で修復作業が実施。チームのメカニックは通常90分掛かるとされた作業を20分間で完遂し、レギュレーションによって規定されたフォーメーションラップ開始5分前の時刻の25秒前に修理作業が完了しリタイアを回避した。
シルバーストン・サーキットでの2連戦となる第4戦と第5戦では、第4戦はレース終盤、先行していたメルセデス勢（バルテリ・ボッタス）のタイヤのパンクによって2位を獲得。第5戦では予選を4番手で終わったものの、トップ10唯一のハードタイヤでのスタートの権利を獲得するなどチームのレース戦略と自身のタイヤマネジメントを駆使するなか、メルセデス勢は決勝では失速したことも後押しシーズン初優勝を飾った。
だが、メルセデスはタイヤの問題に即座に対処し、以降はメルセデスの後ろという位置が続いた。それでも時々2台の間に割り込むなど健闘していたが、ついに第11戦ではチームが不安定なマシンについて大幅なアップデートを実施。予選でもメルセデスのタイムに大きく近づき、決勝でも2位ではあったがファステストラップも記録した。しかし、第8戦イタリアGP、第9戦トスカーナGP、第13戦エミリア・ロマーニャGPという今季のイタリア国内のレースは全てリタイアを喫している。また、最年少チャンピオンの可能性も消滅することとなった。
第14戦では路面状況と天候で大荒れのグランプリとなり、フリー走行からメルセデスが伸び悩んだためポールポジション（PP）獲得の可能性もあったが、インターミディエイトタイヤを機能させることができず2番手に。決勝でも前を走るセルジオ・ペレスを追っていた際にスピンしてタイヤを交換、その時に行ったフロントウイングフラップの調節を間違ったことなどもあり6位で終了。その後、最終戦アブダビGPでは、PPを獲得し、決勝は自身2度目のポール・トゥ・ウィンという形でシーズン2勝目となった。ドライバーズランキングは3位でシーズンを終えた。

#### 2021年

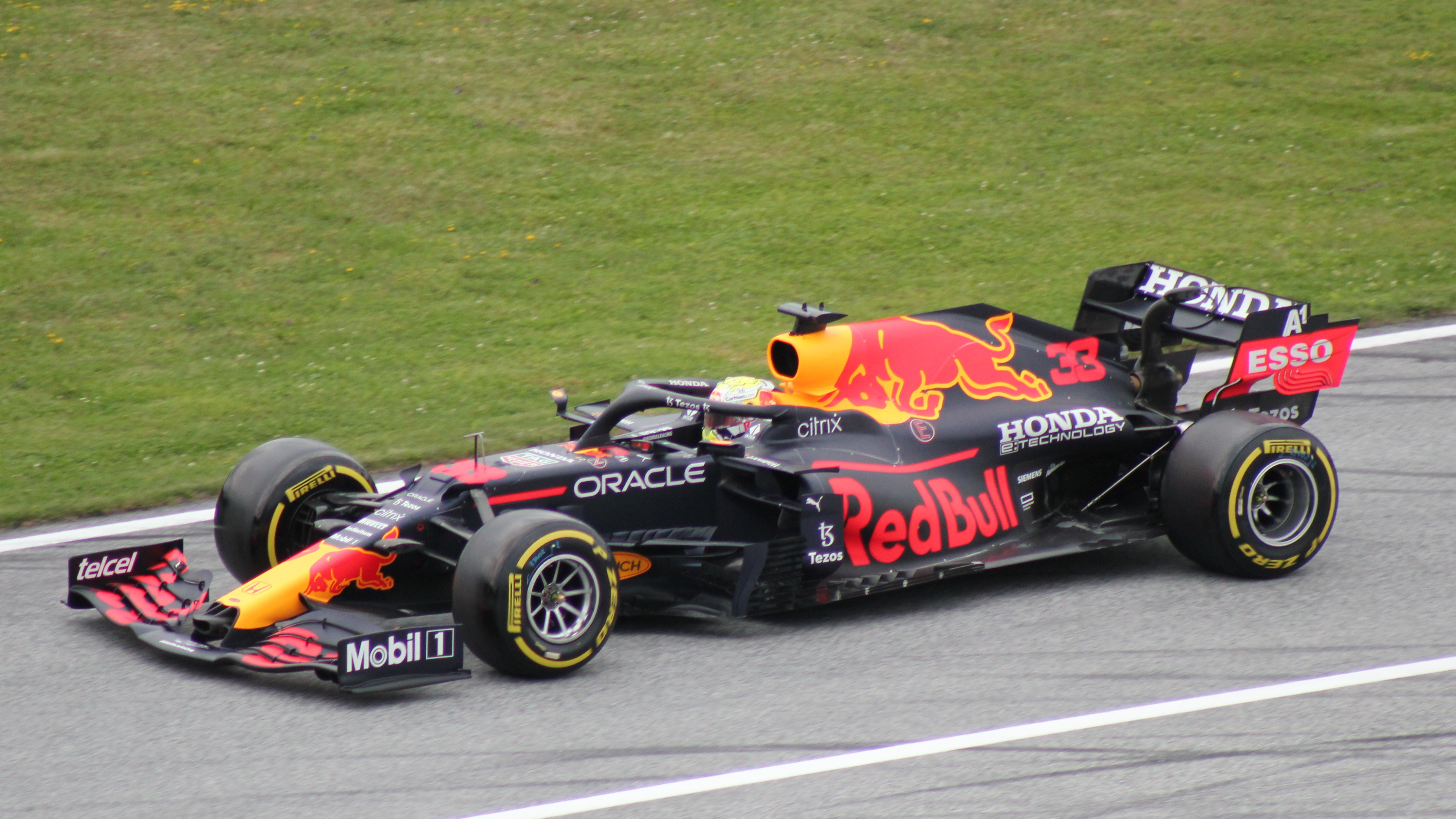
優勝を果たした2021年オーストリアGP

引き続きレッドブルから参戦。チームメイトはレーシング・ポイント（現アストンマーティン）から放出されたセルジオ・ペレス。
プレシーズンテストでは総合タイムにて首位を記録。前年のチャンピオンチームメルセデスはマシントラブルの影響もあるが、今季のレギュレーションの対応に出遅れたことが示唆されたため、今年こそメルセデスと真っ向勝負できる存在であると認識されていた。
開幕戦バーレーンGPは、レッドブルとしても2013年以来となる開幕戦でのポールポジション（PP）を獲得。決勝は2番手スタートのルイス・ハミルトン（メルセデス）との一騎討ちとなった。終盤にハミルトンをオーバーテイクしたが、コース外走行だったため2位でチェッカーを受けた。
第2戦エミリアロマーニャGPでは、予選はPPのハミルトンに対し僅差まで迫るものの、Q3での最終アタックに失敗し3番手となるが、決勝は抜群のスタートを決め一気に首位へ浮上。その後は赤旗中断などの波乱はあったものの、最後までトップを守りきり今シーズン初優勝を飾った。
その後の2戦は、メルセデス（ハミルトン）に先行されるが、第5戦モナコGPで2勝目を挙げ、自身初のポイントリーダーとなった。第6戦アゼルバイジャンGPはレース終盤にタイヤバーストでリタイアしたが、ハミルトンもノーポイントで終えたことからポイントリーダーは維持した。
第7戦フランスGPでは今季2度目のPPを獲得、決勝はハミルトンとの接戦を制して優勝し、自身初のハットトリックを達成。レッドブル・リンクでの2連戦だった第8戦と第9戦では共にPP獲得と全周ラップリーダーでの勝利、さらに第9戦はファステストラップも記録しグランドスラムを最年少で達成した。
第10戦イギリスGPは、2番手からスタートしたスプリント予選レースをトップでチェッカーを受け、ポールポジションの権利を獲得。しかし、決勝は1周目からハミルトンとのサイドバイサイドの激しいバトルを繰り広げたものの、ターン9のコプスではじき出される形となり、2度目のリタイア。コプスでの事故で51Gという大きな衝撃を受けたことから地元の病院へと搬送されたものの、大事には至らず当日中に退院した。夏休み前の第11戦ハンガリーGPでは決勝のスタート直後に発生した多重クラッシュに巻き込まれ、マシンの空力パーツを失ったがレースは続行し10位（他車の失格により9位）で完走したが、ハミルトンは2位だったため第5戦以来ポイントリーダーの座を明け渡すことになった。
夏休み明けの第12戦ベルギーGPと第13戦オランダGPを連勝し、再び選手権の首位に立った。第14戦イタリアGPではハミルトンとの接触により3度目のリタイア。第15戦ロシアGPでは前戦の接触の過失により、3グリッド降格のペナルティを受けたため追加のPUを投入し、最後尾からのスタートとなった。レースの大半で上位に位置することはなく、最終盤に降った雨により2位でゴールしたが選手権ではハミルトンに逆転を許した。第16戦トルコGPは2位だったが、ハミルトンが追加のICEによるペナルティなどで5位に終わったことにより、三度ポイントリーダーとなる。第17戦アメリカGPと第18戦メキシコシティGPでは連勝を飾りハミルトンとの差を19ポイントまで広げたが、第19戦サンパウロGPから第21戦サウジアラビアGPにかけハミルトンに3連勝を許し、最終戦を同点で迎えることとなった。最終戦のアブダビGPではアメリカGP以来のPPを獲得したものの、決勝のスタートで出遅れ最終盤までハミルトンにリードを許す展開となった。レース後に「勝機があまり見えなかったレース」とコメントするほどだったが、ニコラス・ラティフィのクラッシュにより状況は一転した。セーフティカーが導入され、そのタイミングでソフトタイヤへ交換した。残り1周でレース再開となり、ステイアウトせざるをえなかったハミルトンをターン5で逆転。そのままトップでチェッカーを受け、10勝目を挙げると共にオランダ人初のワールドチャンピオンを獲得した。この年は表彰台に18回の登壇、優勝以外は全て2位（8回）という安定した成績だった。

#### 2022年

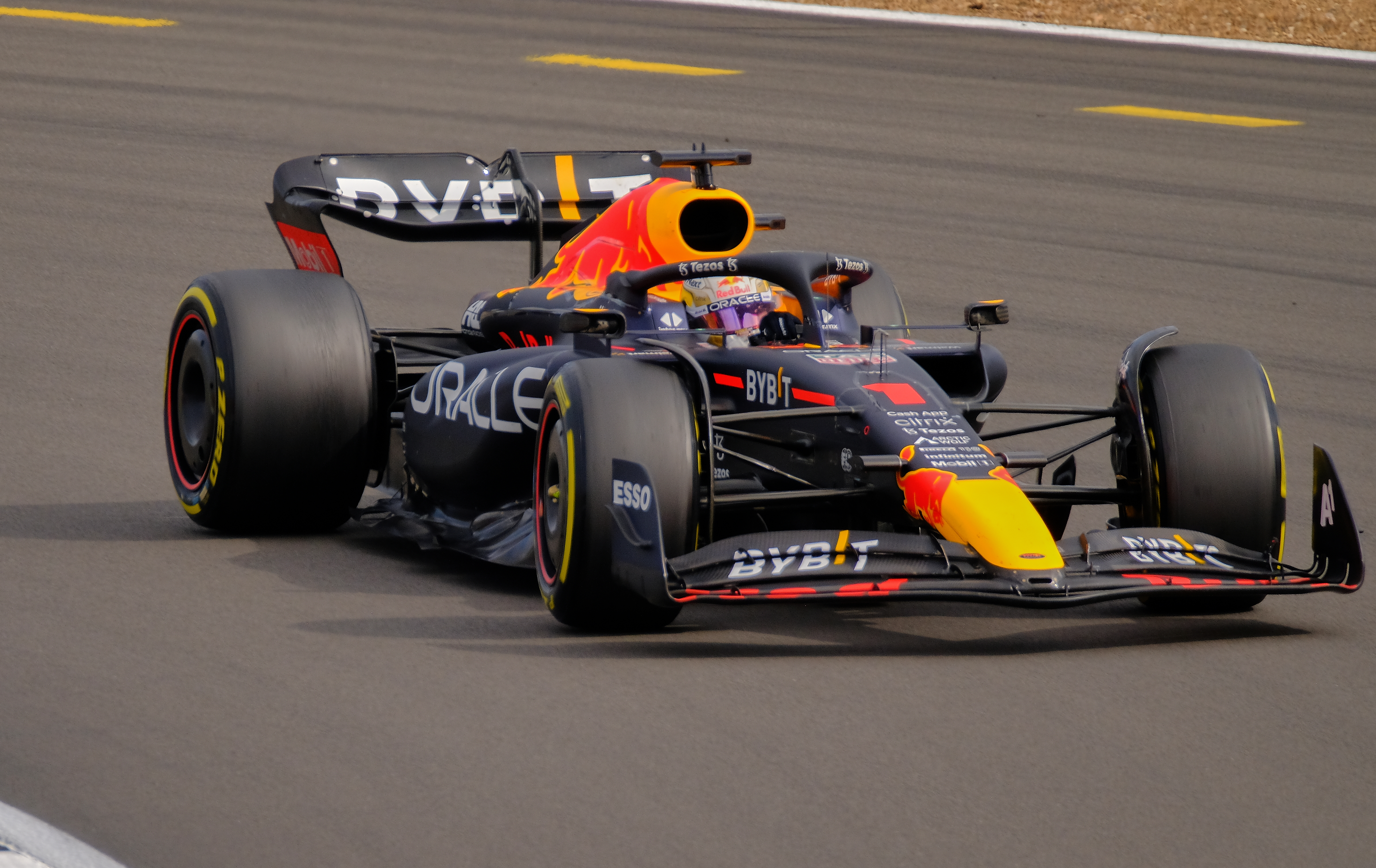
2022年イギリスGP

ワールドチャンピオンとして引き続きレッドブルより参戦。自身のパーソナルナンバーである「33」ではなく、チャンピオンにのみ与えられるカーナンバー「1」を付けて参戦。
3月3日にレッドブルより2023年以降の5年の契約延長が発表され、2028年までレッドブルに在籍することになった。
開幕戦と第3戦では共にマシントラブルによりリタイアを喫したが、第4戦エミリア・ロマーニャGPで現行のポイントシステムでの最大得点の34ポイントを獲得して以降、第6戦スペインGPまで3連勝を飾りランキング首位に立った。第6戦以降はランキング首位を譲ることはなく、第18戦日本GPで優勝を飾り、ドライバーズタイトルの連覇を達成した。その後、アメリカGP、メキシコシティGP、アブダビGPでも勝利を飾り、ミハエル・シューマッハ（2004年）とセバスチャン・ベッテル　(2013年）が記録した年間最多勝の記録（13勝）を更新する年間15勝を挙げたほか、年間獲得ポイントでもルイス・ハミルトン(2019年)が記録した年間最多獲得ポイント（413ポイント）を更新する454ポイントを記録した。

#### 2023年
レッドブルより参戦、チームメイトも2022年に引き続きセルジオ・ペレス。カーナンバーも引き続き「1」をつける。
前半戦はペレスとの勝負に負ける部分があったものの第5戦のマイアミから第15戦のイタリアにかけて(途中第6戦のエミリア・ロマーニャが洪水のため中止になったものの)、前人未到の10連勝を達成。アルベルト・アスカリ及びセバスチャン・ベッテルが持っていた単独連勝記録を更新することとなった(アスカリは年をまたいでの9連勝なので1シーズン最多連勝はベッテルがこれまで保持してきた。)
日本GPではペレスがリタイアを喫するも、「メルセデスより1ポイントでも多く獲得する」という条件を優勝でクリアし、レッドブルのコンストラクターズチャンピオンを決めている。
最終戦アブダビGPで優勝しシーズン19勝を飾り、F1で最も成功したドライバーとなった。
(勝利回数でもセバスチャン・ベッテルの53勝を越え歴代単独3位になった。)
また、ペレスの2勝を含めてレッドブルは22戦中21勝を記録し、永らく破られていなかったマクラーレン・ホンダによる勝率93.75％(16戦15勝)を破り95.45％を記録した。

#### 2024年
前半は第10戦スペインGPまで安定して勝利を重ねていたが、それ以後は他チームの開発が進むと急激に相対的な戦闘力が低下し、スプリントでの優勝はあれど本戦で優勝ができなくなってしまう。後半はマクラーレンとフェラーリのマッチレースとなりチーム順位は3位まで低下するが、11戦後の第21戦サンパウロGPでは雨中で久々の優勝を果たし2位ランド・ノリスとの差を62ポイントまで広げた。これでノリスが残り3戦優勝など最大のポイントを獲得してもマックスが24ポイント確保すればチャンピオン獲得となる大きな勝利となった。第22戦ラズベガスGPで、4度目のドライバーズタイトルを確定させた。

## 人物
- ベルギー人である母親は「マックスはベルギー人[169]」と主張している。オランダGPが開催されるまでベルギーGPは実質フェルスタッペンにとってのホームグランプリと言う事もあり、オランダからも多数の観客が詰め掛けている[170]。
- デビューチームであるトロ・ロッソの前身は、父ヨスが最後にドライブしたミナルディである。また、現在所属しているレッドブルも、元を辿ればヨスが一時期所属していたスチュワート・グランプリが始祖になっている。さらに、マックスが「生まれて初めて乗ったF1マシン」は、父ヨスがテストドライバーを務めたホンダ・RA099だといい（当時マックスは1歳数ヶ月で、当然ながらシートに座っただけ）、その際の写真を大事に保管している[171]。
- 食べ物では蟹をはじめ生魚全般が苦手。2018年シンガポールグランプリの際にレッドブルの余興企画で、同地の名物であるチリクラブを食べるという企画にリカルドと共に挑戦させられた際も、嬉々として蟹を解体するリカルドとは対照的に、「蟹を食べると気持ち悪くなる」として触れようとさえしなかった[172]。2019年よりホンダエンジン搭載車に乗っているにもかかわらず、グランプリ期間中ホンダのモーターホーム（寿司等が提供されている）に立ち寄ることもほとんどないという[173]。
- ドライビングに関しては、ニキ・ラウダが2016年スペインGPでの優勝の際、称賛したコメント[39]を発した一方で同年ベルギーGPでの接触事故を巡って批判のコメント[174]を出したように、毎年賛否両論を巻き起こすレースを見せているが[175][176][177][178]、歳月を重ねるにつれ、フェルスタッペンの活躍に関しては認める声が多くなっている[179][180][181]。また、批判される理由としては、ペナルティポイントの観点からいえば、2015年は3戦で計8ポイント、2018年は4戦で計7ポイント受けており、現に2018年アゼルバイジャングランプリではチームメイトと激しいバトルの末に同士討ちを喫しダブルリタイア。この件についてはチームからも叱責[182]され、外部からもフェルスタッペンの非のほうが大きいとコメント[183]されたことを筆頭に、2016年のハンガリーGP[184]とベルギーGP[185]ではキミ・ライコネン、日本GP[186]ではルイス・ハミルトンとのバトルでリスクの大きいブロックを行い、そのうち、前述のベルギーGPでは2番手スタートであったにもかかわらず、スタート直後の混乱という影響もあるものの、フェラーリの2台と接触する事態を起こし、自身のマシンは損傷。完走こそしたものの、フェラーリ陣営のレースに影響を与え、自身は上位争いから脱落する結果となっており、度々厳しいコメント[187]や批判[188]を招く事態を起こしているのも事実である。その一方で称賛されたレースもあり、デビューイヤーの2015年ベルギーグランプリでのレース[22]のような賞賛するコメント[40][189][190]やドライバー・オブ・ザ・デイにおいて毎年複数回選ばれるなど、肯定的な見方があるのも事実である。
- いわゆるドライビングシミュレーターを使った「シムレース」にも積極的で、2024年現在シムレースのプロチーム「Team Redline」に所属している。2023年にはTeam Redlineとレッドブル・レーシングが正式に提携を結び、レッドブル側からも二重所属を公認された[191]。2024年5月には、エミリア・ロマーニャGPのレースを戦いながら同時並行でニュルブルクリンク24時間レースのバーチャルレースを戦い、両レースを制したため「1日で2勝した」と話題になり、クリスチャン・ホーナーからも「彼はレーシングマシンだ」と賞賛された[192][193]。また同年7月、ハンガリーGPの土曜深夜にシムレースへ出場した後チームに深夜のシムレースを控えるよう咎められ本人も同意した[194]。
- 第10回MTV MIAW Awards(en:MTV_MIAW_Awards)のカップルゴールズ部門をチームメイトのセルジオ・ペレスと共に受賞した[195]。２人の関係はオラクル・レッドブル・レーシング公式SNS上で「Chestappen」と称され度々使用されている[196]。彼らはこの賞を受賞した最初のF1ドライバーとなった。
- 2021年イギリスGPで大クラッシュを喫して以降、視覚に問題を抱えていることを明かしている。本人は 「シルバーストーンでのクラッシュ以来、特にバンピーなコースや、コース沿いに広告ボードが多いサーキットで視界の問題に苦しんでいる」としており、特に同年のアメリカGPでは視界がぼやける症状に見舞われ、リタイヤすることを真剣に考えたほどだったという[197]。
- フェルスタッペンは2020年10月から、3度のF1世界チャンピオンであるネルソン・ピケの娘であるブラジル系オランダ人でモデルのケリー・ピケと交際している。 2人の間には2025年4月にフェルスタッペンにとって第一子となる娘リリーが誕生した。ケリーは前の交際相手であったダニール・クビアトとの間に第一子である娘ペネロペを出産しているため、ケリーにとってリリーは第二子となる。

## レース戦績

### 略歴
| 年   | シリーズ                                  | チーム                                           | レース           | 勝利             | PP               | FL               | 表彰台           | ポイント         | 順位             |
| ---- | ----------------------------------------- | ------------------------------------------------ | ---------------- | ---------------- | ---------------- | ---------------- | ---------------- | ---------------- | ---------------- |
| 2014 | フロリダ・ウィンター・シリーズ（英語版）  | -                                                | 12               | 2                | 3                | 3                | 5                | -                | -                |
| 2014 | ヨーロッパ・フォーミュラ3選手権（英語版） | ファン・アメルスフォールト・レーシング（英語版） | 33               | 10               | 7                | 7                | 16               | 411              | 3位              |
| 2014 | マカオグランプリ                          | ファン・アメルスフォールト・レーシング（英語版） | 1                | 0                | 0                | 1                | 0                | -                | 7位              |
| 2014 | ザントフォールト・マスターズ              | モトパーク（英語版）                             | 1                | 1                | 1                | 0                | 1                | -                | 1位              |
| 2014 | フォーミュラ1                             | スクーデリア・トロ・ロッソ                       | テストドライバー | テストドライバー | テストドライバー | テストドライバー | テストドライバー | テストドライバー | テストドライバー |
| 2015 | フォーミュラ1                             | スクーデリア・トロ・ロッソ                       | 19               | 0                | 0                | 0                | 0                | 49               | 12位             |
| 2016 | フォーミュラ1                             | スクーデリア・トロ・ロッソ                       | 4                | 0                | 0                | 0                | 0                | 204              | 5位              |
| 2016 | フォーミュラ1                             | レッドブル・レーシング                           | 17               | 1                | 0                | 1                | 7                | 204              | 5位              |
| 2017 | フォーミュラ1                             | レッドブル・レーシング                           | 20               | 2                | 0                | 1                | 4                | 168              | 6位              |
| 2018 | フォーミュラ1                             | アストンマーティン・レッドブル・レーシング       | 21               | 2                | 0                | 2                | 11               | 249              | 4位              |
| 2019 | フォーミュラ1                             | アストンマーティン・レッドブル・レーシング       | 21               | 3                | 2                | 3                | 9                | 278              | 3位              |
| 2020 | フォーミュラ1                             | アストンマーティン・レッドブル・レーシング       | 17               | 2                | 1                | 3                | 11               | 214              | 3位              |
| 2021 | フォーミュラ1                             | レッドブル・レーシング・ホンダ                   | 22               | 10               | 10               | 6                | 18               | 395.5            | 1位              |
| 2022 | フォーミュラ1                             | オラクル・レッドブル・レーシング                 | 22               | 15               | 7                | 5                | 17               | 454              | 1位              |
| 2023 | フォーミュラ1                             | オラクル・レッドブル・レーシング                 | 22               | 19               | 12               | 9                | 21               | 575              | 1位              |
| 2024 | フォーミュラ1                             | オラクル・レッドブル・レーシング                 | 24               | 9                | 8                | 3                | 14               | 437              | 1位              |
| 2025 | フォーミュラ1                             | オラクル・レッドブル・レーシング                 | 14               | 2                | 4                | 1                | 5                | 187*             | 3位*             |

- * : 現状の今シーズン順位。

### FIA ヨーロピアン・フォーミュラ3選手権
| 年                | エントラント                                      | エンジン           | 1         | 2       | 3       | 4         | 5         | 6       | 7       | 8         | 9         | 10        | 11       | 12      | 13    | 14      | 15      | 16    | 17      | 18      | 19      | 20        | 21      | 22      | 23      | 24       | 25    | 26        | 27    | 28        | 29    | 30      | 31    | 32      | 33      | DC  | ポイント |
| ----------------- | ------------------------------------------------- | ------------------ | --------- | ------- | ------- | --------- | --------- | ------- | ------- | --------- | --------- | --------- | -------- | ------- | ----- | ------- | ------- | ----- | ------- | ------- | ------- | --------- | ------- | ------- | ------- | -------- | ----- | --------- | ----- | --------- | ----- | ------- | ----- | ------- | ------- | --- | -------- |
| 2014年 （英語版） | ファン・アメルスフォールト・レーシング （英語版） | フォルクスワーゲン | SIL 1 Ret | SIL 2 5 | SIL 3 2 | HOC 1 Ret | HOC 2 DNS | HOC 3 1 | PAU 1 3 | PAU 2 Ret | PAU 3 Ret | HUN 1 Ret | HUN 2 16 | HUN 3 4 | SPA 1 | SPA 2 1 | SPA 3 1 | NOR 1 | NOR 2 1 | NOR 3 1 | MSC 1 3 | MSC 2 Ret | MSC 3 2 | RBR 1 5 | RBR 2 4 | RBR 3 12 | NÜR 1 | NÜR 2 Ret | NÜR 3 | IMO 1 Ret | IMO 2 | IMO 3 1 | HOC 1 | HOC 2 5 | HOC 3 6 | 3位 | 411      |

- 太字はポールポジション、斜字はファステストラップ。(key)

### マカオグランプリ
| 年                | チーム                                           | 車両                     | 予選 | 予選 レース | 決勝 レース |
| ----------------- | ------------------------------------------------ | ------------------------ | ---- | ----------- | ----------- |
| 2014年 （英語版） | ファン・アメルスフォールト・レーシング（英語版） | ダラーラ・F312（英語版） | 3位  | DNF         | 7位         |

### フォーミュラ1

#### 年度別成績
| 年     | エントラント | シャシー | エンジン                                           | 1       | 2       | 3       | 4       | 5       | 6       | 7       | 8       | 9       | 10       | 11      | 12      | 13      | 14       | 15     | 16      | 17      | 18      | 19     | 20    | 21     | 22    | 23     | 24    | WDC  | ポイント |
| ------ | ------------ | -------- | -------------------------------------------------- | ------- | ------- | ------- | ------- | ------- | ------- | ------- | ------- | ------- | -------- | ------- | ------- | ------- | -------- | ------ | ------- | ------- | ------- | ------ | ----- | ------ | ----- | ------ | ----- | ---- | -------- |
| 2014年 | トロ・ロッソ | STR9     | ルノー Energy F1-2014 1.6 V6 t                     | AUS     | MAL     | BHR     | CHN     | ESP     | MON     | CAN     | AUT     | GBR     | GER      | HUN     | BEL     | ITA     | SIN      | JPN TD | RUS     | USA TD  | BRA TD  | ABU    |       |        |       |        |       | -    | -        |
| 2015年 | トロ・ロッソ | STR10    | ルノー Energy F1-2015 1.6 V6 t                     | AUS Ret | MAL 7   | CHN 17† | BHR Ret | ESP 11  | MON Ret | CAN 15  | AUT 8   | GBR Ret | HUN 4    | BEL 8   | ITA 12  | SIN 8   | JPN 9    | RUS 10 | USA 4   | MEX 9   | BRA 9   | ABU 16 |       |        |       |        |       | 12位 | 49       |
| 2016年 | トロ・ロッソ | STR11    | フェラーリ 060 1.6 V6 t                            | AUS 10  | BHR 6   | CHN 8   | RUS Ret |         |         |         |         |         |          |         |         |         |          |        |         |         |         |        |       |        |       |        |       | 5位  | 204      |
| 2016年 | レッドブル   | RB12     | タグ・ホイヤー F1-2016 1.6L V6 t （ルノー R.E.16） |         |         |         |         | ESP 1   | MON Ret | CAN 4   | EUR 8   | AUT 2   | GBR 2    | HUN 5   | GER 3   | BEL 11  | ITA 7    | SIN 6  | MAL 2   | JPN 2   | USA Ret | MEX 4  | BRA 3 | ABU 4  |       |        |       | 5位  | 204      |
| 2017年 | レッドブル   | RB13     | タグ・ホイヤー F1-2017 1.6L V6 t （ルノー R.E.17） | AUS 5   | CHN 3   | BHR Ret | RUS 5   | ESP Ret | MON 5   | CAN Ret | AZE Ret | AUT Ret | GBR 4    | HUN 5   | BEL Ret | ITA 10  | SIN Ret  | MAL 1  | JPN 2   | USA 4   | MEX 1   | BRA 5  | ABU 5 |        |       |        |       | 6位  | 168      |
| 2018年 | レッドブル   | RB14     | タグ・ホイヤー F1-2018 1.6L V6 t （ルノー R.E.18） | AUS 6   | BHR Ret | CHN 5   | AZE Ret | ESP 3   | MON 9   | CAN 3   | FRA 2   | AUT 1   | GBR 15†  | GER 4   | HUN Ret | BEL 3   | ITA 5    | SIN 2  | RUS 5   | JPN 3   | USA 2   | MEX 1  | BRA 2 | ABU 3  |       |        |       | 4位  | 249      |
| 2019年 | レッドブル   | RB15     | ホンダ RA619H 1.6 V6 t                             | AUS 3   | BHR 4   | CHN 4   | AZE 4   | ESP 3   | MON 4   | CAN 5   | FRA 4   | AUT 1   | GBR 5    | GER 1   | HUN 2   | BEL Ret | ITA 8    | SIN 3  | RUS 4   | JPN Ret | MEX 6   | USA 3  | BRA 1 | ABU 2  |       |        |       | 3位  | 278      |
| 2020年 | レッドブル   | RB16     | ホンダ RA620H 1.6 V6 t                             | AUT Ret | STY 3   | HUN 2   | GBR 2   | 70A 1   | ESP 2   | BEL 3   | ITA Ret | TUS Ret | RUS 2    | EIF 2   | POR 3   | EMI Ret | TUR 6    | BHR 2  | SKH Ret | ABU 1   |         |        |       |        |       |        |       | 3位  | 214      |
| 2021年 | レッドブル   | RB16B    | ホンダ RA621H 1.6 V6 t                             | BHR 2   | EMI 1   | POR 2   | ESP 2   | MON 1   | AZE 18† | FRA 1   | STY 1   | AUT 1   | GBR Ret1 | HUN 9   | BEL 1‡  | NED 1   | ITA Ret2 | RUS 2  | TUR 2   | USA 1   | MXC 1   | SÃO 2  | QAT 2 | SAU 2  | ABU 1 |        |       | 1位  | 395.5    |
| 2022年 | レッドブル   | RB18     | レッドブル RBPTH001 1.6 V6 t                       | BHR 19† | SAU 1   | AUS Ret | EMI 1   | MIA 1   | ESP 1   | MON 3   | AZE 1   | CAN 1   | GBR 7    | AUT 21  | FRA 1   | HUN 1   | BEL 1    | NED 1  | ITA 1   | SIN 7   | JPN 1   | USA 1  | MXC 1 | SÃO 64 | ABU 1 |        |       | 1位  | 454      |
| 2023年 | レッドブル   | RB19     | ホンダ RBPTH001 1.6 V6 t                           | BHR 1   | SAU 2   | AUS 1   | AZE 23  | MIA 1   | MON 1   | ESP 1   | CAN 1   | AUT 1   | GBR 1    | HUN 1   | BEL 1   | NED 1   | ITA 1    | SIN 5  | JPN 1   | QAT 12  | USA 1   | MXC 1  | SÃO 1 | LVG 1  | ABU 1 |        |       | 1位  | 575      |
| 2024年 | レッドブル   | RB20     | ホンダ RBPTH002 1.6 V6 t                           | BHR 1   | SAU 1   | AUS Ret | JPN 1   | CHN 1   | MIA 21  | EMI 1   | MON 6   | CAN 1   | ESP 1    | AUT 51  | GBR 2   | HUN 5   | BEL 4    | NED 2  | ITA 6   | AZE 5   | SIN 2   | USA 31 | MXC 6 | SÃO 14 | LVG 5 | QAT 18 | ABU 6 | 1位  | 437      |
| 2025年 | レッドブル   | RB21     | ホンダ RBPTH003 1.6 V6 t                           | AUS 2   | CHN 43  | JPN 1   | BHR 6   | SAU 2   | MIA 417 | EMI 1   | MON 4   | ESP 10  | CAN 2    | AUT Ret | GBR 5   | BEL 41  | HUN 9    | NED    | ITA     | AZE     | SIN     | USA    | MXC   | SÃO    | LVG   | QAT    | ABU   | 3位* | 187*     |

- 太字はポールポジション、斜字はファステストラップ。(key)
- † : リタイアだが、90%以上の距離を走行したため規定により完走扱い。
- 決勝順位右上の小数字はスプリント予選・スプリントレースでの順位。
- ‡ : ハーフポイント。レース周回数が75%未満で終了したため、得点が半分となる。
- * : 現状の今シーズン順位。

#### 主な記録

##### 史上初記録
- グランプリ10連勝（2023年第5戦マイアミGP〜2023年第15戦イタリアGP)

##### 最多・最高記録
- シーズン最多勝利：19勝（2023年）
- シーズン最高勝率：86.36%（2023年）
- シーズン最多表彰台：21回（2023年）
- シーズン最多ポイント：575ポイント（2023年）

##### 最年少記録
- 最年少出走：17歳166日（2015年第1戦オーストラリアGP）
- 最年少完走：17歳180日（2015年第2戦マレーシアGP）
- 最年少入賞：17歳180日（2015年第2戦マレーシアGP）
- 最年少表彰台：18歳227日（2016年第5戦スペインGP）
- 最年少優勝：18歳227日（2016年第5戦スペインGP）
- 最年少グランドスラム：23歳277日（2021年第9戦オーストリアGP）